# Autopista AP-9F
Die Autopista AP-9F oder Autopista del Atlántico ist eine Autobahn in Spanien und Teil der Europastraße 1. Die Autobahn beginnt in Guísamo und endet in Ferrol.

## Größere Städte an der Autobahn
- Guísamo
- Miño
- Ferrol